# Берекский сельский совет
Берекский сельский совет — входит в состав Первомайского района Харьковской области Украины.
Административный центр сельского совета находится в селе Берека.

## История
- 1918 — дата образования.

## Населённые пункты совета
- село Берека
- посёлок Тройчатое